# Winston Churchill-mellszobor (Prága)
A prágai Winston Churchill-mellszobor az Egyesült Királyság prágai nagykövetsége előtt, a Thunovská utca sarkán áll.

## A büszt
Winston Churchill szobrát 1992. július 14-én leplezték le. Az ünnepségen jelen volt számos egykori csehszlovák katona, aki a szövetségesekkel harcolt a nyugati fronton a németek ellen; a ceremónián ők adták a díszőrséget is. A büsztöt František Belský szobrász készítette. A cseh művész Brünnben született, de kivándorolt Nagy-Britanniába, és ott alkotott. A kőtalapzatra egy Churchill idézetet helyeztek el: Háborúban eltökéltség, veszteségben dac, győzelemben nagylelkűség, békeidőben jóakarat.